# Psittacinae
Los psitacinos (Psittacinae) son una de las dos subfamilias de aves psitaciformes pertenecientes a la familia Psittacidae, cuyos miembros habitan en el África subsahariana.
Se compone de diez especies divididas en dos géneros. Integra la familia Psittacidae junto a los loros neotropicales (Arinae).

## Taxonomía

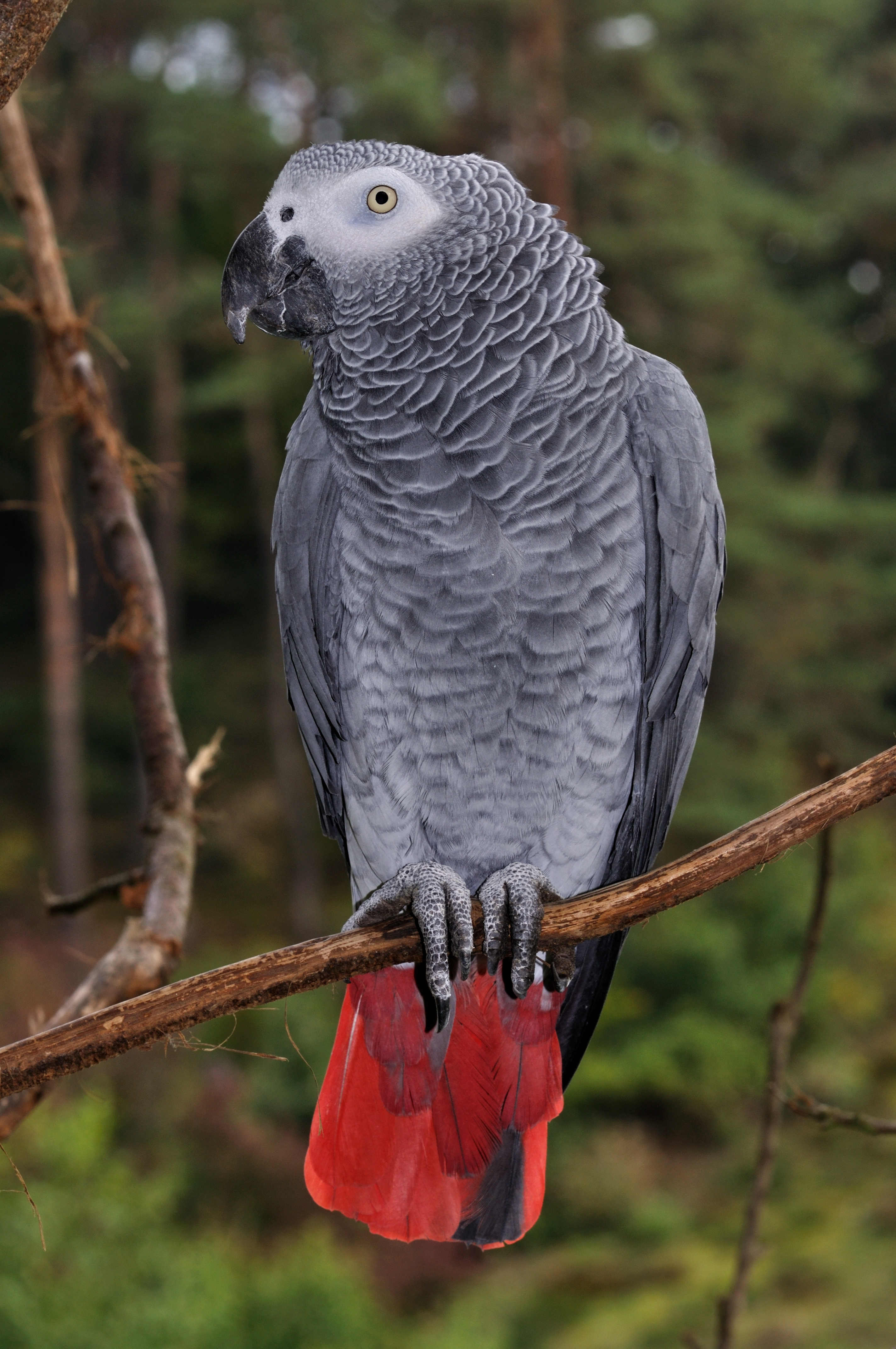
Psittacus erithacus.

Tradicionalmente el grupo se consideraba una tribu, Psittacini, que además contenía al género Coracopsis, dentro de una subfamilia Psittacinae mucho más amplia que incluía 7 tribus más: Psittrichadini, Micropsittini, Cyclopsittacini, Platycercini, Platycercini, Psittaculini y Arini. Pero la clasificación de los loros típicos (Psittacoidea) se reorganizó completamente a causa de los análisis genéticos que fueron desentrañando las relaciones cercanas dentro del grupo, quedando Psittacinae como una pequeña subfamilia junto a la enorme Arinae integrando Psittacidae.

## Especies
Se compone de dos géneros, uno con una única especie y el resto integradas en el otro:

Género Psittacus
- Psittacus erithacus - loro yaco;[2]
- Psittacus timneh - loro timneh

Género Poicephalus
- Poicephalus robustus – lorito robusto;[2]
- Poicephalus gulielmi – lorito frentirrojo;[2]
- Poicephalus meyeri – lorito de Meyer;[2]
- Poicephalus rueppellii – lorito de Rüppell;[2]
- Poicephalus cryptoxanthus – lorito cabecipardo;[2]
- Poicephalus rufiventris – lorito ventrirrojo;[2]
- Poicephalus senegalus – lorito senegalés;[2]
- Poicephalus crassus – lorito niam niam;[2]
- Poicephalus flavifrons – lorito carigualdo.[2]
- Poicephalus fuscicollis - lorito de cuello marrón.[2]